# Víctor Estrella Burgos
Víctor Estrella Burgos (Santiago, 2 augustus 1980) is een tennisspeler uit de Dominicaanse Republiek. Hij heeft drie ATP-toernooien gewonnen in het enkelspel en deed al mee aan verschillende Grand Slams. Hij heeft zes challengers in het enkelspel en vier challengers in het dubbelspel op zijn naam staan. Daarnaast won Estrella Burgos de bronzen medaille bij de Pan-Amerikaanse Spelen 2011. In de troostfinale won hij van de Ecuadoraan Julio César Campozano in drie sets (3-6, 7-5 en 6-3).

## Palmares

### Palmares enkelspel
| Nr.                  | Datum             | Toernooi      | Ondergrond | Tegenstander in finale | Score                | Details |
| -------------------- | ----------------- | ------------- | ---------- | ---------------------- | -------------------- | ------- |
| Gewonnen finales     |                   |               |            |                        |                      |         |
| 1.                   | 2 februari 2015   | ATP Quito (1) | Gravel     | Feliciano López        | 6-2, 6-7(5), 7-6(5)  | Details |
| 2.                   | 7 februari 2016   | ATP Quito (2) | Gravel     | Thomaz Bellucci        | 4-6, 7-6(5), 6-2     | Details |
| 3.                   | 12 februari 2017  | ATP Quito (3) | Gravel     | Paolo Lorenzi          | 6-7(2)), 7-5, 7-6(6) | Details |
| Gewonnen challengers |                   |               |            |                        |                      |         |
| 1.                   | 31 oktober 2011   | Medellín      | Gravel     | Alejandro Falla        | 6-7(2), 6-4, 6-4     |         |
| 2.                   | 16 september 2013 | Quito         | Gravel     | Marco Trungelliti      | 2-6, 6-4, 6-4        |         |
| 3.                   | 4 november 2013   | Bogota        | Gravel     | Thomaz Bellucci        | 6-2, 3-0, r          |         |
| 4.                   | 24 februari 2014  | Salinas       | Gravel     | Andrea Collarini       | 6-3, 6-4             |         |
| 5.                   | 22 september 2014 | Pereira       | Gravel     | João Souza             | 7-6(5), 3-6, 7-6(6)  |         |
| 6.                   | 16 februari 2015  | Morelos       | Hardcourt  | Damir Džumhur          | 7-5, 6-4             |         |
| 7.                   | 19 augustus 2017  | Santo Domingo | Gravel     | Damir Džumhur          | 7-6(4), 6-4          |         |

### Palmares dubbelspel
| Nr.                              | Datum            | Toernooi    | Ondergrond | Partner           | Tegenstanders in finale              | Score            | Details |
| -------------------------------- | ---------------- | ----------- | ---------- | ----------------- | ------------------------------------ | ---------------- | ------- |
| Verloren finales herendubbel     |                  |             |            |                   |                                      |                  |         |
| 1.                               | 2 februari 2015  | ATP Quito   | Gravel     | João Souza        | Gero Kretschmer Alexander Satschko   | 5-7, 6-7(3)      | Details |
| 2.                               | 9 april 2016     | ATP Houston | Gravel     | Santiago González | Bob Bryan Mike Bryan                 | 6-4, 3-6, [8-10] | Details |
| Gewonnen challengers herendubbel |                  |             |            |                   |                                      |                  |         |
| 1.                               | 27 april 2009    | Pereira     | Gravel     | João Souza        | Juan Sebastián Cabal Alejandro Falla | 6-4, 6-4         |         |
| 2.                               | 11 mei 2009      | Sarasota    | Gravel     | Santiago González | Harsh Mankad Kaes Van't Hof          | 6-2,6-4          |         |
| 3.                               | 15 november 2011 | Cancun      | Gravel     | Santiago González | Rainer Eitzinger César Ramírez       | 6-1, 7-6(3)      |         |
| 4.                               | 9 juli 2012      | Bogota      | Gravel     | Marcelo Demoliner | Thomas Fabbiano Riccardo Ghedin      | 6-4, 6-2         |         |

## Resultaten op de grote toernooien
| Legenda | Legenda                          |
| ------- | -------------------------------- |
| g.t.    | geen toernooi gehouden           |
| l.c.    | lagere categorie                 |
| –       | niet deelgenomen                 |
| G       | uitgeschakeld in de groepsfase   |
| 1R      | uitgeschakeld in de eerste ronde |
| 2R      | uitgeschakeld in de tweede ronde |
| 3R      | uitgeschakeld in de derde ronde  |
| 4R      | uitgeschakeld in de vierde ronde |
| KF      | uitgeschakeld in de kwartfinale  |
| HF      | uitgeschakeld in de halve finale |
| F       | de finale verloren               |
| W       | het toernooi gewonnen            |
| w-v     | winst/verlies-balans             |

### Enkelspel
| toernooi             | 2008 | 2009 | 2010 | 2011 | 2012 | 2013 | 2014 | 2015 | 2016 | 2017 | 2018 |
| -------------------- | ---- | ---- | ---- | ---- | ---- | ---- | ---- | ---- | ---- | ---- | ---- |
| grandslamtoernooien  |      |      |      |      |      |      |      |      |      |      |      |
| Australian Open      | –    | –    | –    | –    | –    | –    | –    | 1R   | 1R   | 2R   | 1R   |
| Roland Garros        | –    | –    | –    | –    | –    | –    | 1R   | 1R   | 2R   | 2R   |      |
| Wimbledon            | –    | –    | –    | –    | –    | –    | 1R   | 2R   | 1R   | 1R   |      |
| US Open              | –    | –    | –    | –    | –    | –    | 3R   | 1R   | 1R   | –    |      |
| ATP Masters 1000     |      |      |      |      |      |      |      |      |      |      |      |
| Indian Wells         | –    | –    | –    | –    | –    | –    | –    | 1R   | 1R   | –    | 1R   |
| Miami                | –    | –    | –    | –    | –    | –    | –    | 1R   | 1R   | –    | 1R   |
| Monte Carlo          | –    | –    | –    | –    | –    | –    | –    | 2R   | –    | –    | –    |
| Madrid               | g.t. | –    | –    | –    | –    | –    | –    | –    | –    | –    | –    |
| Rome                 | –    | –    | –    | –    | –    | –    | –    | –    | –    | –    | –    |
| Montreal/Toronto     | –    | –    | –    | –    | –    | –    | –    | –    | –    | –    |      |
| Cincinnati           | 1R   | –    | –    | –    | –    | –    | –    | –    | –    | –    |      |
| Shanghai             | g.t. | –    | –    | –    | –    | –    | –    | 2R   | –    | –    |      |
| Parijs               | –    | –    | –    | –    | –    | –    | –    | –    | –    | –    |      |
| olympisch            |      |      |      |      |      |      |      |      |      |      |      |
| Olympische Spelen    | –    | g.t. | g.t. | g.t. | –    | g.t. | g.t. | g.t. | 1R   | g.t. | g.t. |
| statistieken         |      |      |      |      |      |      |      |      |      |      |      |
| totaal aantal titels | 0    | 0    | 0    | 0    | 0    | 0    | 0    | 1    | 1    | 1    | 0    |
| eindejaarsranking    | 235  | 325  | 211  | 202  | 255  | 144  | 78   | 56   | 102  | 83   |      |

### Dubbelspel
| toernooi             | 2014 | 2015 | 2016 | 2017 | 2018 |
| -------------------- | ---- | ---- | ---- | ---- | ---- |
| grandslamtoernooien  |      |      |      |      |      |
| Australian Open      | –    | –    | 1R   | –    | 1R   |
| Roland Garros        | –    | 1R   | –    | 1R   |      |
| Wimbledon            | –    | 1R   | –    | –    |      |
| US Open              | 1R   | 1R   | 3R   | –    |      |
| ATP Masters 1000     |      |      |      |      |      |
| (nog) geen deelnames |      |      |      |      |      |
| olympisch            |      |      |      |      |      |
| Olympische Spelen    | g.t. | g.t. | –    | g.t. | g.t. |
| statistieken         |      |      |      |      |      |
| totaal aantal titels | 0    | 0    | 0    | 0    | 0    |
| eindejaarsranking    | 292  | 190  | 194  | 340  |      |